# Cayratia debilis
Cayratia debilis là một loài thực vật hai lá mầm trong họ Nho. Loài này được (Baker) Suess. miêu tả khoa học đầu tiên năm 1953.